# L'Épée Bijomaru
Pour plus de détails, voir Fiche technique et Distribution.
L'Épée Bijomaru (名刀美女丸, Meito Bijomaru) est un film japonais de Kenji Mizoguchi sorti en 1945.

## Synopsis
Japon, fin du shogunat Tokugawa. Kiyone est apprenti forgeron à Edo auprès du maître Kiyohide. Orphelin, il a été recueilli à l'âge de douze ans et élevé comme un fils par le samouraï Kozaemon Onoda. Kiyone, qui est secrètement amoureux de Sasae, la fille de son bienfaiteur, fabrique un sabre pour Onoda afin de lui marquer sa reconnaissance.
Heureux de la réalisation de son protégé, Onoda arbore fièrement son nouveau sabre. Mais alors qu'il est chargé de la protection du palanquin de son seigneur, des rōnin attaquent le cortège et le sabre se brise lors des combats. Les rōnin sont repoussés mais Onoda, pour avoir failli à défendre son seigneur, est relevé de ses fonctions et assigné à résidence. Kiyone se sentant coupable veut se suicider mais il en est dissuadé par Sasae qui lui enjoint de devenir un virtuose dans son art.
Naito Kaname, un samouraï de haut rang, demande la main de Sasae à Onoda, lui laissant entendre qu'il pourra intercéder en sa faveur auprès de leur seigneur. Ne voulant pas lier son sort au destin de sa fille, Onoda refuse et Naito, poussé par la colère, le tue.
Sasae, désespérée, demande à Kiyone de lui fabriquer un sabre qui lui permettra de se venger de Naito que le clan a éloigné à Kyoto à la suite de son acte. Mais Kiyohide, le maître de Kiyone qui reçoit chez lui des sympathisants de l'empereur, meurt à la suite d'une embuscade tendue par des partisans du shogunat Tokugawa. Livrés à eux-mêmes, Kiyone et Kiyotsugu, l'autre apprenti de Kiyohide, tentent jour après jour de forger un sabre parfait tandis que Sasae patiente à Kyoto dans le temple Kennin. L'ultime tentative est la bonne, aidés par le fantôme de Sasae, Kiyone et Kiyotsugu parviennent à forger un sabre de vengeance, un sabre doté d'une âme.
Armée de Bijomaru, Sasae tue Naito Kaname en duel et se rapproche de Kiyone.

## Fiche technique
- Titre : L'Épée Bijomaru[1]
- Titre original : 名刀美女丸 (Meito Bijomaru?)
- Réalisation : Kenji Mizoguchi

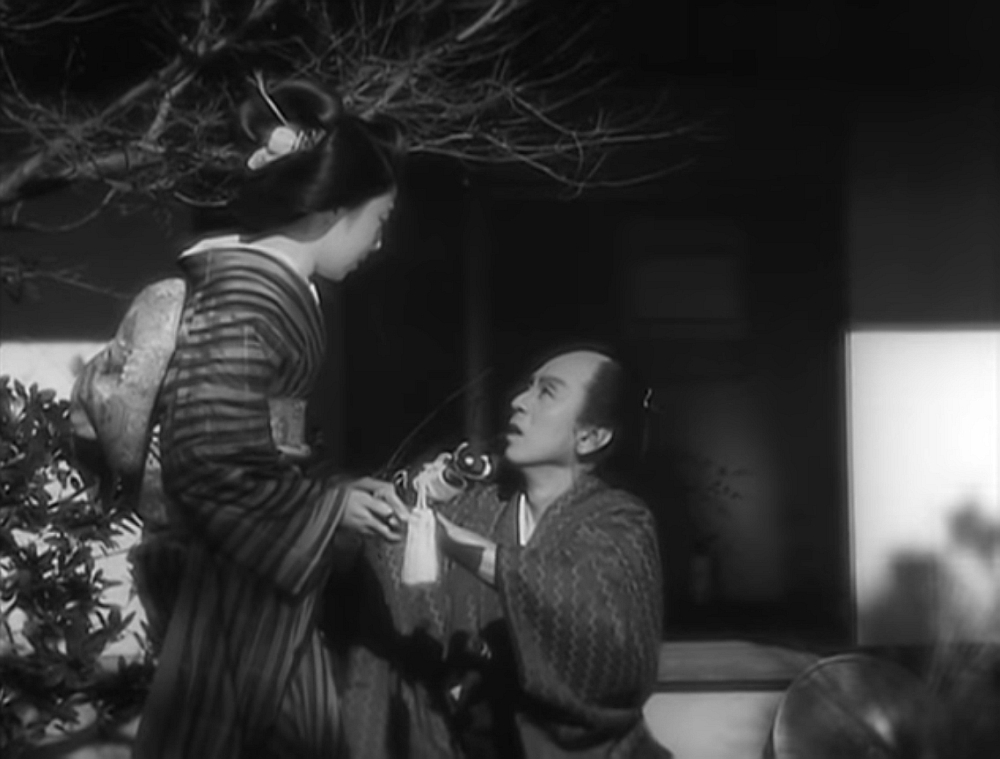
Scène du film avec Isuzu Yamada et Shōtarō Hanayagi.

- Scénario : Matsutarō Kawaguchi et Masamune Yotsura
- Photographie : Minoru Miki et Haruo Takeno
- Production : Masahiro Makino
- Sociétés de production : Shōchiku
- Pays d'origine :  Empire du Japon
- Langue originale : japonais
- Format : noir et blanc - 1,37:1 - son mono - format 35 mm
- Genre : Drame ; jidai-geki
- Durée : 67 minutes[2] (métrage : 8 bobines - 1 829 m[2])
- Date de sortie :
  - Empire du Japon : 8 février 1945[2]

## Distribution
- Shōtarō Hanayagi : Kiyone Sakurai
- Isuzu Yamada : Sasae Onoda
- Ichijirō Ōya : Kozaemon Onoda, le père de Sasae
- Eijirō Yanagi : Kiyohide Yamatomori, le maître forgeron
- Kan Ishii : Kiyotsugu, le second apprenti forgeron

## Autour du film
Pendant la Seconde Guerre mondiale, la production de films japonais a fortement chuté, de 500 films sortis en 1940, on est passé à près de 200 en 1941, 87 en 1942 et 67 en 1943. À la fin de la guerre, pour des raisons de restriction, la durée des films n'excédait pas une heure.
Forcé de sacrifier à la ligne nationaliste du régime en vantant l'héroïsme et le sens de l'honneur, Mizoguchi, mal à l'aise dans ce contexte, axe son film sur l'obsession d'un homme à créer une épée parfaite.